# 文炫晶
文炫晶（韓語：문현정，1984年5月6日—），韓國女子乒乓球运动员。

## 簡歷
2010年11月，文炫晶代表韓國出戰廣州亞運會，參加乒乓球比賽的女子團體項目，奪得銅牌。